# Jacarezinho
Jacarezinho és un barri de la zona nord de la ciutat de Rio de Janeiro al Brasil que concentra una de les faveles més grans de la ciutat.
Jacarezinho significa Petit Jacaré, i rep el nom del riu Jacaré. Jacaré també és el nom portuguès del caiman cocodril, però el nom actual del riu significa 'tortuós', 'sinuós' i no porta el nom de l'animal.

## Característiques
El barri és principalment conegut per la seva favela, una de les més grans de la ciutat de Rio. Aquesta favela és igualment la una de les més violentes en nombre anual de successos, de prop o de lluny lligats al consum i al narcotràfic.
L'escola de samba de la favela es diu Grêmio Recreativo Escola de Samba Unidos do Jacarezinho i va ser fundada el 16 de juny de 1966. Els seus colors són rosa i blanc.
Segons un estudi que data del 2000, l'índex de desenvolupament humà del barri era de 0,731, classificant-lo així en el lloc 121 de les 126 regions administratives de la ciutat. La seva població és estimada l'any 2010 en més de 37.000 habitants.

## Personalitats del barri
- Romário (nascut l'any 1966): jugador de futbol